# Associação de Reguladores de Energia dos Países de Língua Oficial Portuguesa
A Associação Reguladores de Energia dos Países de Língua Oficial Portuguesa (RELOP) é uma associação sem fins lucrativos cujo objetivo principal é promover as relações entre entidades com poderes e competências regulatórias no setor de energia, nomeadamente os setores da eletricidade, gás natural, petróleo e seus derivados e biocombustível, nos Países de Língua Oficial Portuguesa. 

## Fundação e Missão
A 28 de maio de 2008, cinco reguladores, participantes na Conferência sobre “Regulação Energética dos Países de Língua Portuguesa”, assinaram voluntariamente o Acordo de Constituição da Associação Reguladores de Energia dos Países de Língua Oficial Portuguesa (RELOP), baseados na partilha de uma forte identidade baseada na herança linguística e cultural comum. O objetivo da RELOP é promover as relações entre entidades com poderes e competências regulatórias no setor de energia, nomeadamente os setores da eletricidade, gás natural, petróleo e seus derivados e biocombustível. 
Em 2018 a RELOP tornou-se oficialmente um Associação Sem Fins Lucrativos sob a Lei Portuguesa, com o Secretariado Permanente em Lisboa.
Atualmente, a RELOP tem 12 membros de 6 Países de Língua Oficial Portuguesa (Angola, Brasil, Cabo Verde, Moçambique, Portugal e São Tomé e Príncipe).
A RELOP coopera com diferentes organizações afins, como a CPLP.

## Objetivos
Reconhecendo a importância de um quadro regulatório estável e eficiente para a atração de investimentos no setor de energia e promover o desenvolvimento económico e social, a RELOP fornece uma plataforma sólida para a partilha de informação, conhecimento e experiência e recursos no contexto das responsabilidades nacionais.
Outros objetivos:
·        Cooperação técnica;
·        Capacitação e desenvolvimento profissional dos seus técnicos;
·        Cooperação na compreensão e exploração de desenvolvimentos e inovação no campo da regulação económica do setor energético.
Neste contexto, a RELOP facilita a identificação de soluções comuns para problemas comuns, promove o intercâmbio de conhecimentos e experiências e estimula a disseminação das melhores práticas. 

A RELOP realiza anualmente diversas atividades, sempre em expansão e em melhoria:
·        Estudos e Relatórios;
·        Prémios Técnicos de Regulação;
·        Conferências;
·        Formações entre Pares;
·        Formações Técnicas sobre Regulação.

## Membros
A RELOP está aberta a todos os reguladores do setor energético dos Países de Língua Oficial Portuguesa. Atualmente, a RELOP possui 12 membros. 
| País                | Autoridade                                                  | Abreviatura |
| Angola              | Agência Nacional de Petróleo, Gás e Biocombustíveis         | ANPG        |
| Angola              | Instituto Regulador dos Derivados do Petróleo da República  | IRDP        |
| Angola              | Instituto Regulador dos Serviços de Eletricidade e Água     | IRSEA       |
| Brasil              | Agência Nacional de Energia Elétrica                        | ANEEL       |
| Brasil              | Agência Nacional do Petróleo, Gás Natural e Biocombustíveis | ANP         |
| Cabo Verde          | Agência Reguladora Multissectorial da Economia              | ARME        |
| Moçambique          | Autoridade Reguladora de Energia                            | ARENE       |
| Moçambique          | Instituto Nacional do Petróleo                              | INP         |
| Portugal            | Entidade Nacional para o Setor Energético                   | ENSE        |
| Portugal            | Entidade Reguladora dos Serviços Energéticos                | ERSE        |
| São Tomé e Príncipe | Agência Nacional do Petróleo                                | ANP-STP     |
| São Tomé e Príncipe | Autoridade Geral de Regulação                               | AGER        |